# Stora Lundby landskommun
Stora Lundby landskommun var en tidigare kommun i dåvarande Älvsborgs län.

## Administrativ historik
I samband med att 1862 års kommunalförordningar trädde i kraft inrättades denna landskommun i Stora Lundby socken i Vättle härad i Västergötland.
När 1952 års kommunreform genomfördes bildades en storkommun genom sammanläggning med Östads landskommun och Bergums landskommun.
1969 upplöstes kommunen och Östads och Stora Lundby församlingar uppgick i Lerums landskommun (från 1971 Lerums kommun), efter att Bergums församling uppgått i Göteborgs stad 1967.
Kommunkoden 1952-1966 var 1523.

### Kyrklig tillhörighet
I kyrkligt hänseende tillhörde kommunen Stora Lundby församling. Den 1 januari 1952 tillkom Bergums församling och Östads församling.

## Geografi
Stora Lundby landskommun omfattade den 1 januari 1952 en areal av 250,25 km², varav 210,72 km² land.

### Tätorter i kommunen 1960
| Tätort    | Folkmängd |
| --------- | --------- |
| Gråbo     | 411       |
| Olofstorp | 411       |

Tätortsgraden i kommunen var den 1 november 1960 19,8 procent.

## Politik

### Mandatfördelning i valen 1938-1966
| 4 | 5 | 7 | 4 |

| 20 |

| 5 | 5 | 6 | 4 |

| 20 |

| 3 | 8 | 6 | 3 |

| 19 |

| 8 | 4 | 13 | 10 |

| 33 |

|  | 10 | 10 | 10 | 4 |

| 32 |

|  | 8 | 11 | 9 | 6 |

| 32 |

|  | 11 | 10 | 8 | 5 |

| 30 | 5 |

| 6 | 8 | 7 | 4 |

| 21 | 4 |